# Verfassungsgericht der Republik Aserbaidschan
Das Verfassungsgericht der Republik Aserbaidschan (aserbaidschanisch: Azərbaycan Respublikası Konstitusiya Məhkəməsi) ist der aserbaidschanische Staatsgerichtshof mit Sitz in Baku und ist Teil der Gerichtsbarkeit der Republik Aserbaidschan.
Das Verfassungsgericht der Republik Aserbaidschan wacht über die Einhaltung der Verfassung der Republik Aserbaidschan. Das gilt vor allem für die Durchsetzung der Grundrechte. Zur Beachtung der Verfassung sind alle staatlichen Stellen verpflichtet. Kommt es dabei zum Streit, kann das Verfassungsgericht angerufen werden. Seine Entscheidung ist unanfechtbar. Sie hat dabei die Möglichkeit, solche Akte als verfassungswidrig zu erklären.

## Richter
Das Verfassungsgericht besteht aus 9 Richtern. Der Präsident schlägt dem Parlament die Ernennung der Richter des Verfassungsgerichts vor. Nach Ernennung von 7 Richtern kann das Verfassungsgericht seine Tätigkeit aufnehmen. Die Amtszeit beträgt 15 Jahre. Eine Wiederwahl ist ausgeschlossen. Die Richter des Verfassungsgerichts sind unabhängig, nur an die Verfassung und die aserbaidschanischen Gesetze gebunden und für die Dauer ihres Amtes unabsetzbar.

## Arbeitsprinzipien
Gemäß Artikel 4 des Gesetzes über das Verfassungsgericht ist die Tätigkeit des Verfassungsgerichts auf der Suprematie der Verfassung der Republik Aserbaidschan, den Prinzipien der Unabhängigkeit, der kollektiven Beschlussfassung und der Offenheit aufgebaut. An seine Rechtsprechung sind alle Staatsorgane gebunden.
Obwohl das Verfassungsgericht kein politisches Organ ist, hat politische Wirkung.

## Kompetenzen
Die Kompetenzen des Verfassungsgerichtshofes werden in der Verfassung der Republik Aserbaidschan geregelt. Konkretisiert werden seine Aufgaben und Befugnisse im Gesetz über das Verfassungsgericht der Republik Aserbaidschan, das 1997 erlassen und 2003 ergänzt wurde. Das Verfassungsgericht nahm seine Tätigkeit am 14. Juli 1998 auf.

### Entscheidungen
Das Verfassungsgericht der Republik Aserbaidschan verabschiedet zu den in seine Zuständigkeit fallenden Fragen Entscheidungen. Die Entscheidungen des Verfassungsgerichts haben auf dem gesamten Territorium Aserbaidschans verbindliche Geltung.
Gemäß der Verfassung der Republik Aserbaidschan verlieren Gesetze und andere Akte beziehungsweise deren einzelne Bestimmungen sowie zwischen Regierungen geschlossene Verträge der Republik Aserbaidschan ihre Geltung in dem in der Entscheidung des Verfassungsgerichts festgesetzten Zeitpunkt, während die zwischenstaatlichen Verträge der Republik Aserbaidschan nicht in Kraft treten.
Das Verfassungsgericht entscheidet auf Antrag des Präsidenten, der Nationalversammlung, des Ministerkabinetts, des Obersten Gerichts, der Hauptstaatsanwaltschaft der Republik Aserbaidschan und der Obersten Versammlung der Autonomen Republik Nachitschewan über folgende Fragen:
- die Übereinstimmung der Gesetze der Republik Aserbaidschan, der Dekrete und Verfügungen des Präsidenten, der Beschlüsse des Parlaments, der Verordnungen und Verfügungen des Ministerkabinetts und der normativrechtlichen Akte der Zentralorgane der vollziehenden Gewalt der Republik Aserbaidschan mit der Verfassung;
- die Übereinstimmung der Dekrete des Präsidenten, der Verordnungen des Ministerkabinetts und der normativrechtlichen Akte der Zentralorgane der vollziehenden Gewalt mit den Gesetzen;
- die Übereinstimmung der Verordnungen des Ministerkabinetts und der normativrechtlichen Akte der Zentralorgane der vollziehenden Gewalt mit den Dekreten des Präsidenten der Republik Aserbaidschan;
- die Übereinstimmung der Urteile des Obersten Gerichts der Republik Aserbaidschan mit der Verfassung und den Gesetzen der Republik Aserbaidschan in den gesetzlich vorgesehenen Fällen;
- die Übereinstimmung der Akte der Munizipalitäten mit der Verfassung und den Gesetzen der Republik Aserbaidschan, den Dekreten des Präsidenten und den Verordnungen des Ministerkabinetts der Republik Aserbaidschan (in der Autonome Republik Nachitschewan auch mit der Verfassung und den Gesetzen der Autonome Republik Nachitschewan und den Verordnungen des Ministerkabinetts der Autonome Republik Nachitschewan);
- die Übereinstimmung von noch nicht in Kraft getretenen zwischenstaatlichen Verträgen der Republik Aserbaidschan mit der Verfassung;
- über die Übereinstimmung der zwischen Regierungen abgeschlossenen Verträge mit der Verfassung und den Gesetzen der Republik Aserbaidschan;
- die Übereinstimmung der Verfassung und der Gesetze der Autonome Republik Nachitschewan, der Beschlüsse der Obersten Versammlung der Autonome Republik Nachitschewan und der Verordnungen des Ministerkabinetts der Autonome Republik Nachitschewan mit der Verfassung der Republik Aserbaidschan;
- die Übereinstimmung der Gesetze der Autonome Republik Nachitschewan und der Verordnungen des Ministerkabinetts der Autonome Republik Nachitschewan mit den Gesetzen der Republik Aserbaidschan;
- die Übereinstimmung der Verordnungen des Ministerkabinetts der Autonome Republik Nachitschewan mit den Dekreten des Präsidenten der Republik Aserbaidschan und den Verordnungen des Ministerkabinetts der Aserbaidschanischen Republik;
- die Beilegung von Streitigkeiten im Zusammenhang mit der Abgrenzung der Zuständigkeiten zwischen der gesetzgebenden, der vollziehenden und der rechtsprechenden Gewalt.[1]

Aufgrund von Anträgen des Präsidenten, des Parlaments, des Ministerkabinetts, des Obersten Gerichts, der Hauptstaatsanwaltschaft der Republik Aserbaidschan und der Obersten Versammlung der Autonome Republik Nachitschewan legt das Verfassungsgericht die Verfassung und die Gesetze Aserbaidschans aus.

## Verhältnis zum Präsident
Das Verfassungsgericht veröffentlicht das Ergebnis der Wahl zum Präsidenten Aserbaidschans innerhalb von 14 Tagen nach dem Abstimmungstag. Das Verfassungsgericht prüft die Rücktrittserklärung des Präsidenten amtlich auf ihre Authentizität.
Bei vermeintlicher krankheitsbedingter Amtsunfähigkeit des Präsidenten klärt das Verfassungsgericht auf Antrag des Parlaments den Sachverhalt auf. Das Verfassungsgericht fasst in dieser Frage einen Beschluss mit der Mehrheit von 6 Stimmen. Bestätigt das Verfassungsgericht diesen Sachverhalt nicht, so gilt die Frage als erledigt.

## Verhältnis zum Parlament
Das Verfassungsgericht prüft und bestätigt die Ergebnisse der Parlamentswahlen in Aserbaidschan. Sind nach den Parlamentswahlen nicht bis zum 10. März die Mandate von 83 Abgeordneten bestätigt worden, bestimmt das Verfassungsgericht den Zeitpunkt für die Abhaltung der ersten Sitzung des Parlaments.
Den Beschluss über die Amtsentlassung der Richter des Verfassungsgerichts verabschiedet das aserbaidschanische Parlament mit der Mehrheit von 83 Stimmen.
Das Parlament entscheidet auch über die Amtsenthebung des Präsidenten der Republik Aserbaidschan im Wege eines Amtsenthebungsverfahrens („impeachment“) aufgrund eines Antrags des Verfassungsgerichts.

## Individualverfassungsbeschwerde
Die Berufung auf verfassungsrechtlich geschützte Rechte ist in Aserbaidschan mit dem Verfassungsgericht möglich. Die Verfassungsbeschwerde ist ein außerordentlicher Rechtsbehelf in Aserbaidschan, mit dem Personen vor dem Verfassungsgericht eine Verletzung ihrer Grundrechte durch Akte der Staatsgewalt geltend machen können.
Durch das verfassungsändernde Referendum im August 2002 wurden die Befugnisse des Verfassungsgerichts erweitert. Zudem wurde es nach der Verfassungsänderung jeder Person ermöglicht, sich beim Verfassungsgericht der Republik Aserbaidschan zu beschwerden, um ihre Rechte und Freiheiten verletzende normative Akte der gesetzgebenden und vollziehenden Gewalt, Munizipalitäten und Gerichtsentscheidungen mit dem Zweck der Wiedereinsetzung der verletzten Rechte und Freiheiten des Menschen auf dem gesetzlich vorgesehenen Wege anzufechten.
Die Gerichte können sich an das Verfassungsgericht für Auslegung der Verfassung und der Gesetze im Zusammenhang mit den Fragen der Verwirklichung der Rechten und Freiheiten des Menschen in den Gesetzen der Aserbaidschanischen Republik vorgesehener Weise wenden.

## Einschränkung
Das Verfassungsgericht darf keine Entscheidungen zu den Änderungen am Wortlaut der Verfassung, die durch Referendum vorgenommen wurden, verabschieden.

## Internationale Zusammenarbeit
Der Europarat hat in Form der Venedig-Kommission durch Stellungnahmen, Expertentreffen und weitere Beratungsleistungen am Aufbau des Verfassungsgerichts in Aserbaidschan mitgewirkt.
Das Bundesverfassungsgericht steht in fachlichem Austausch mit dem Verfassungsgericht der Republik Aserbaidschan. Auf Einladung des damaligen Präsidenten des Verfassungsgerichts der Republik Aserbaidschan, Khanlar Hadschiev, besuchte eine Delegation des Bundesverfassungsgerichts unter Leitung des damaligen Präsidenten, Hans-Jürgen Papier vom 7. bis 9. Mai 2003 das Verfassungsgericht der Republik Aserbaidschan in Baku. Damaliger Präsident des Bundesverfassungsgerichts hielt in Baku vor Wissenschaftlern, Studenten und Vertretern des öffentlichen Lebens einen Vortrag zum Thema "die Individualbeschwerde zum Verfassungsgericht".